# 藤沢頼親
藤沢 頼親（ふじざわ よりちか）は、戦国時代から安土桃山時代にかけての武将。信濃国福与城主。

## 略歴

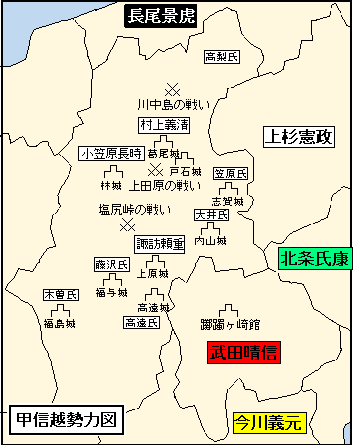

藤沢氏は諏訪大社上社大祝（おおほうり）家の神氏諏訪氏の分流。藤沢隆親の子として誕生。福与城は箕輪城とも呼ばれたため、箕輪次郎と呼ばれた。
天文年間には甲斐武田氏による信濃侵攻が本格化し、天文9年（1540年）に家督を継承した武田晴信（信玄）は諏訪郡侵攻を開始する。『高白斎記』に拠れば、天文11年（1542年）には晴信は高遠（長野県伊那市）の高遠頼継らと結び諏訪宗家の諏訪頼重を滅ぼすが、諏訪統治を巡り武田と高遠頼継が対立し、頼継は福与城（長野県上伊那郡箕輪町）の頼親や上伊那の春近衆らを糾合して武田方と敵対する。武田方は頼重の遺児虎王を奉じて諏訪一族を糾合すると同年9月25日の宮川の戦いで高継らを撃破し、26日に武田方の駒井高白斎が上伊那に侵攻し福与城を囲む。28日に頼親は武田方に降伏し、甲府へ出仕したという。
天文13年（1544年）には高継の調略で武田方から離反し、10月29日には再び福与城には攻められている。信濃守護で義兄にあたる筑摩郡の小笠原長時と結んで抵抗するが、翌天文14年4月には高遠合戦で高遠城を攻略した武田方が福与城を囲み、同年6月10日には和睦が成立し、武田一門衆の穴山信友、小山田信有、勝沼信友らの勧告を受けると弟・権次郎を人質に降伏し、生島足島神社に起請文を提出し信友の傘下に配せられた。以後、武田との関係は穴山氏を通じており、天文17年（1549年）には上田原の戦いにおける武田方の敗北を機に小笠原氏と結び再び武田氏から離反するが、信友を通じて武田に降っている。
天文23年（1555年）、小笠原長時とともに上洛し三好長慶に仕えたという。長慶の没後に旧領箕輪に帰り、田中城を築いて居城とした。天正10年（1582年）に武田勝頼、織田信長が相次いで滅ぶと、天正壬午の乱では北条氏直に属することを企図するが、徳川家康に属する保科正直に攻められ、田中城で子・頼広と共に自害した。